# Psychose 2
Pour les articles homonymes, voir Psychose (homonymie).
Série
Psychose
(1960) Psychose 3
(1986)
Pour plus de détails, voir Fiche technique et Distribution.
Psychose 2 (Psycho II) est un film d'horreur américain réalisé par Richard Franklin, sorti en 1983.
Il s'agit de la suite du film Psychose (1960) d'Alfred Hitchcock. Anthony Perkins et Vera Miles y reprennent leurs rôles respectifs de Norman Bates et de Lila Crane. Le film n'est en revanche pas l'adaptation du roman Psychose 2, écrit en 1982 par Robert Bloch, auteur du roman qui fut à l'origine du premier film.

## Synopsis
Après 22 ans passés dans un asile psychiatrique, Norman Bates retrouve enfin le motel familial contre l'avis de Lila, la sœur de Marion Crane, qui s'oppose à sa remise en liberté. Mais une jeune femme assez troublante intervient dans la vie de Norman juste avant que celui-ci se retrouve dans la même situation que 22 ans auparavant. Et si Mme Bates était encore vivante ?

## Fiche technique
- Titre original : Psycho II
- Titre français : Psychose 2
- Réalisation : Richard Franklin
- Scénario : Tom Holland, d'après les personnages de Robert Bloch
- Musique : Jerry Goldsmith
- Production : Hilton A. Green
- Décors : John W. Corso
- Costumes : Peter V. Saldutti et Marla Denise Schlom
- Photographie : Dean Cundey
- Montage : Andrew London
- Budget : 5 000 000 USD[1]
- Langue originale : anglais
- Société de production : Universal Pictures
- Société de distribution : Universal Pictures
- Format : couleurs - 35 mm (Panavision) - 1,85:1 - son stéréo
- Durée : 113 minutes
- Dates de sortie[2] :
  -  États-Unis : 3 juin 1983
  -  France : 20 juillet 1983

## Distribution
- Anthony Perkins (VF : Bernard Tiphaine) : Norman Bates
- Vera Miles (VF : Nelly Benedetti) : Lila Loomis
- Meg Tilly (VF : Séverine Morisot) : Mary Loomis
- Robert Loggia (VF : Jean-Claude Michel) : Dr. Bill Raymond
- Dennis Franz (VF : Yves Barsacq) : Warren Toomey
- Hugh Gillin : le shérif John Hunt
- Claudia Bryar (VF : Madeleine Barbulée) : Mme Emma Spool
- Robert Alan Browne (en) (VF : Jacques Dynam) : Ralph Statler
- Ben Hartigan (VF : Louis Arbessier) : Le juge
- Lee Garlington (VF : Monique Thierry) : Myrna
- Jill Carroll (VF : Françoise Dasque) : Kim
- Chris Hendrie (VF : Michel Derain) : Deputy Pool
- Tom Holland : Deputy Norris
- Oz Perkins : Norman jeune
- Tim Maier (VF : Éric Legrand) : Josh
- Michael Lomazov (VF : Joël Martineau) : District Attorney
- George Dickerson (VF : Michel Paulin) : County Sheriff
- Janet Leigh : Marion Crane (images d'archives)
- Virginia Gregg : Norma Bates (voix / non créditée)

## Autour du film
- Initialement, Anthony Perkins refusa de reprendre le rôle de Norman Bates, mais quand il apprit que le studio voulait engager des acteurs tels que Christopher Walken, il revint sur sa décision.
- C'est Jamie Lee Curtis (fille de Janet Leigh) qui était pressentie pour le rôle de Marie Loomis.
- Le tournage s'est déroulé dans les studios Universal, à Universal City en Californie
- Le film commence avec l'emblématique scène de la douche de Psychose.
- Le pseudonyme utilisé par Meg Tilly (Mary Samuels) provient de celui avec lequel Janet Leigh avait signé le registre du Bates Motel lors de la nuit qui lui sera fatale dans le film original, Marie Samuels.
- On a reporté des tensions entre les deux stars qui se sont partagé l'écran dans le film, Anthony Perkins et Meg Tilly, après que celui-ci eut surpris la jeune actrice demander pourquoi la presse accordait tant d'attention à Anthony Perkins pour le film.
- Le nom Mary Loomis fait référence à Sam Loomis, l'amant de Marion dans Psychose. Ce nom fut aussi utilisé par le Dr. Sam Loomis dans Halloween de John Carpenter (et ses suites dont deux furent aussi distribuées par Universal). C'était un clin d’œil à Jamie Lee Curtis, fille de Janet Leigh, qui apparut dans Halloween 20 ans après, il revient.
- Ce film fit un carton surprise lors de l'été 1983, arrivant deuxième au box-office américain.
- Deux ans plus tard, Retour vers le futur sera tourné sur le même plateau.
- On peut noter une erreur dans le début du film : sur le plan de la maison des Bates, entre la transition du film Psychose en noir et blanc et ensuite en couleur, on remarque que les arbres n'ont pas changé... Or en 22 ans, les arbres poussent beaucoup.
- Lors de la scène où Mary entre dans la chambre de la mère de Norman, on peut voir l'ombre d'Alfred Hitchcock sur la porte de l'armoire de droite avant que la lumière ne soit allumée.
- Le producteur du film est Bernard Schwartz, le véritable patronyme de Tony Curtis.